# 布里蒂阿莱格雷
布里蒂阿莱格雷是巴西戈亚斯州的一个市镇。总面积897.394平方公里，总人口8700人，人口密度9.7人/平方公里。